# United Ghana Movement
United Ghana Movement war eine politische Partei in Ghana, die 1996 durch Charles Wereko-Brobby gegründet wurde, nachdem er aus der New Patriotic Party ausgetreten war.
Den Vorsitz in der Partei hatte Nii Armah Tagoe inne, stellvertretender Vorsitzender war Basharu Alhassan Daballa. Das Motto der Partei lautete: Unity and Change (Einigkeit und Veränderung). Der Parteisitz lag in Accra. Das Logo der Partei bestand aus einem dunkelgrünen Kreis mit blauer Umrandung, in dessen Zentrum eine dunkelblaue Hand zwei Finger wie zum Schwur erhob.
Bei den Präsidentschaftswahlen im Jahr 2000 trat der Parteigründer Wereko-Brobby gegen den amtierenden Präsidenten und damaligen Wahlsieger John Agyekum Kufuor an.